# Lutero Simango
Lutero Simango (1960) é um político moçambicano do partido Movimento Democrático de Moçambique (MDM). É membro da Assembleia da República desde 2000, onde é líder do seu partido.

## Carreira Política
Em Dezembro de 2021, foi eleito presidente do MDM, o segundo maior partido da oposição moçambicana. Sucedeu ao seu irmão nesta função.
Em junho de 2024, ele foi um dos vários líderes africanos a assinar a Declaração de Paris. Nas eleições gerais moçambicanas de 2024, ele foi o candidato de seu partido à presidência. Isso ocorreu após a retirada de Albano Carige, que havia sido o candidato do partido. Ele prometeu construir mais fábricas e reduzir o custo de vida para os cidadãos. Isso ocorreu juntamente com o apoio à formação profissional para jovens. Ele também defendeu reformas no sistema político. Na eleição, ele obteve 3% dos votos para Presidente de Moçambique.

## Vida pessoal
Era irmão do também político Daviz Simango, fundador do MDM, que morreu em fevereiro de 2021. Lutero foi ex-prefeito da cidade de Beira.